# Chiến tranh Tây Sơn – Chúa Nguyễn
Chiến tranh Tây Sơn – Chúa Nguyễn là một phần của nội chiến ở Đại Việt thời gian nửa cuối thế kỷ 18 đến đầu thế kỷ 19. Đây là cuộc chiến diễn ra chủ yếu trên chiến trường chính là lãnh thổ Đại Việt và lan sang cả lãnh thổ Chân Lạp và Xiêm La. Chiến sự diễn ra chủ yếu giữa lực lượng phong trào Tây Sơn và lực lượng của các chúa Nguyễn; nhưng đồng thời  quy cuộc chiến còn được mở rộng hơn, lôi kéo cả các nước lân bang Chân Lạp, Vạn Tượng, Xiêm La vào cuộc (trong quá trình chiến tranh, chúa Nguyễn đã cầu viện cả quân đội Pháp và Xiêm La, trong đó Xiêm La đã huy động 50.000 quân đánh vào Nam bộ Việt Nam).
Kết quả cuối cùng của cuộc chiến này là sự sụp đổ chính quyền chúa Nguyễn của và sự thành lập  nhà Tây Sơn. Đến năm 1802, sau khi Nguyễn Ánh đánh bại hoàn toàn tập đoàn vương triều Tây Sơn dưới triều vua Quang Toản, nhà Nguyễn chính thức thành lập, Nguyễn Ánh lên ngôi Hoàng đế, niên hiệu Gia Long. Mở đầu thời kỳ với sự du nhập khoa học kỹ thuật, chủ nghĩa tư bản châu Âu và sự khởi đầu cho ảnh hưởng của người Pháp ở Việt Nam.

## Xem chi tiết
- Giai đoạn 1771-1785 và Giai đoạn 1787-1802.

## Hoán đổi lực lượng hai bên
- Đỗ Nhàn Trập trước theo chúa Nguyễn, sau chủ tướng bị Nguyễn Ánh giết nên bỏ sang Tây Sơn năm 1782?, kết cục sau này không rõ
- Hộ bộ Lãnh (hoặc Hộ bộ Bá) trước theo chúa Nguyễn, sau chủ tướng bị Nguyễn Ánh giết nên bỏ sang Tây Sơn năm 1782?, kết cục sau không rõ
- Lý Tài trước theo Tây Sơn, năm 1775 về hàng chúa Nguyễn, sau bị tướng Đỗ Thanh Nhơn của chúa Nguyễn giết chết năm 1777
- Lê Danh Phong trước theo Tây Sơn, sau chịu hàng chúa Nguyễn năm 1801?
- Lê Chất trước theo Tây Sơn, sau sang hàng chúa Nguyễn năm 1799
- Lê Văn Thanh trước theo Tây Sơn, sau bị bao vây rồi đầu hàng quân Nguyễn, rồi trốn về lại với Tây Sơn, khi Tây Sơn thua lại ra hàng quân Nguyễn năm 1801
- Lê Xuân Giác trước theo chúa Nguyễn, khi Nguyễn Ánh cầu viện quân Xiêm thì bỏ theo Tây Sơn, kết cục sau không rõ
- Nguyễn Văn Bảo con trưởng Nguyễn Nhạc, vì muốn tranh giành ngôi vua Cảnh Thịnh nên sang hàng chúa Nguyễn, sau bị quân Cảnh Thịnh giết chết năm 1798
- Nguyễn Kế Nhuận trước theo Tây Sơn, sau hàng chúa Nguyễn năm 1787
- Nguyễn Huỳnh Đức trước theo chúa Nguyễn, bị bắt theo Tây Sơn năm 1783, sau bỏ trốn về lại với chúa Nguyễn năm 1786
- Nguyễn Công Thái trước theo Tây Sơn, sau hàng chúa Nguyễn năm 1793?
- Nguyễn Văn Thiệu trước theo Tây Sơn, sau sang hàng chúa Nguyễn năm 1793[cần dẫn nguồn]
- Nguyễn Văn Điểm trước theo Tây Sơn, sang hàng chúa Nguyễn năm 1799, rồi về lại với Tây Sơn năm 1800
- Nguyễn Văn Trương trước theo phò Nguyễn Lữ, sau về hàng chúa Nguyễn năm 1787
- Nguyễn Tăng Long trước theo chúa Nguyễn, sau theo Tây Sơn năm 1783
- Phạm Văn Điềm theo Tây Sơn, trá hàng quân chúa Nguyễn khi thành Hoàng Đế thất thủ, rồi về lại với Tây Sơn
- Từ Văn Chiêu trước theo Tây Sơn, chạy sang chúa Nguyễn năm 1795, sau về lại Tây Sơn năm 1800
- Từ Văn Tú theo phò Nguyễn Văn Bảo nên chịu theo hàng quân Nguyễn, sau bị quân Cảnh Thịnh giết chết cùng Nguyễn Văn Bảo năm 1798

## Các tướng tử trận hoặc bị sát hại
Đây là danh sách các tướng lĩnh tử trận hoặc bị sát hại trong cuộc nội chiến Tây Sơn-Chúa Nguyễn từ 1771 đến 1802.

### Tây Sơn
- Chưởng tiền Bảo tử trận khi giao chiến với quân Xiêm năm 1784
- Bùi Thị Nhạn hộ giá vua Cảnh Thịnh chạy ra bắt, bị quân Nguyễn bắt, không chịu nhục bà tự sát năm 1802
- Bùi Thị Xuân tận lực giúp nhà Tây Sơn đến phút cuối, sau khi nhà Tây Sơn sụp đổ, bà bị Nguyễn Ánh xử tử năm 1802
- Đặng Xuân Bảo quyết chí đánh trả Nguyễn Ánh, bị quân Nguyễn bắt, sau tuyệt thực đến chết năm 1802
- Đào Công Giản tận trung với nhà Tây Sơn, bị quân Nguyễn bắt rồi sau bệnh chết năm 1801
- Đào Văn Hổ tử trận khi giao chiến với quân Nguyễn năm 1793?
- Hồ Văn Tự tử trận khi giao chiến với quân Nguyễn năm 1801?
- Huỳnh Thị Cúc tử trận khi giao chiến với quân Nguyễn năm 1802
- Lê Trung bị vua Cảnh Thịnh giết năm 1798
- Lê Văn Hưng bị vua Cảnh Thịnh giết hại vì nghị ky năm 1798 (tuy nhiên có nguồn thông tin cho biết Lê Văn Hưng thoát chết và sau này tử chiến với quân Nguyễn đến phút cuối, sau bị Nguyễn Ánh xử tử)
- Nguyễn Học tử trận năm 1782
- Nguyễn Văn Điểm bị quân Nguyễn bắt và xử tử năm 1801
- Nguyễn Hữu Chỉnh được Nguyễn Huệ cho làm trấn thủ Nghệ An, nhưng sau tỏ ý chuyên quyền, bị Vũ Văn Nhậm nghe lệnh Nguyễn Huệ giết chết năm 1787
- Nguyễn Văn Duệ theo Nguyễn Nhạc, sau bị Nguyễn Huệ giết năm 1786
- Nguyễn Văn Danh bị quân Nguyễn bắt và xử tử năm 1802
- Nguyễn Văn Huấn bị vua Cảnh Thịnh giết năm 1798
- Nguyễn Văn Tuyết tận lực giúp nhà Tây Sơn đến phút cuối, tử trận khi giao chiến với quân Nguyễn năm 1802
- Nguyễn Thị Dung ở lại cản quân Nguyễn để vua Cảnh Thịnh chạy trốn, bị quân Nguyễn bắt, không chịu nhục bà tự sát năm 1802
- Nguyễn Quang Thùy con vua Quang Trung, bị quân Nguyễn vây đuổi, thắt cổ tự vẫn năm 1802
- Ngô Văn Sở bị dìm chết vì bị cho là thông đồng với quyền thần Bùi Đắc Tuyên năm 1795
- Phạm Văn Trị bị bắt và xử tử năm 1801
- Phạm Ngạn tử trận khi giao chiến với tướng chúa Nguyễn Trần Công Chương năm 1782
- Phạm Văn Tham bị Nguyễn Ánh giết chết năm 1789
- Phạm Văn Điềm bị quân Nguyễn bắt rồi bị tướng Lê Văn Duyệt giết chết năm 1801
- Từ Văn Chiêu bị quân Nguyễn bắt sống năm 1802, kết cục sau không rõ nhưng có khả năng bị Nguyễn Ánh giết cùng các tướng lĩnh Tây Sơn khác
- Trần Quang Diệu tận lực giúp nhà Tây Sơn đến phút cuối, sau khi nhà Tây Sơn sụp đổ ông bị Nguyễn Ánh dụ hàng nhưng không theo, rồi bị xử tử năm 1802
- Trần Văn Kỷ tận trung với nhà Tây Sơn đến phút cuối, bị quân Nguyễn bắt sau khi nhà Tây Sơn sụp đỗ, ông nhảy xuống sông tuẫn tiết năm 1801
- Trịnh Nhất vốn là hải tặc Trung Hoa, bị Nguyễn Ánh chém đầu năm 1802
- Vũ Văn Nhậm theo lệnh Nguyễn Huệ ra Bắc Hà diệt Nguyễn Hữu Chỉnh, nhưng sau lại kiêu căng, bị Nguyễn Huệ giết năm 1788
- Vũ Văn Dũng tận lực giúp nhà Tây Sơn đến phút cuối, bị Nguyễn Ánh bắt và xử tử năm 1802
- Vũ Văn Thành tử chiến tới phút cuối với quân Nguyễn tại Trận Thị Nại năm 1801
- Võ Đình Tú tử chiến với quân Nguyễn, trúng đạn rồi hy sinh năm 1799

### Chúa Nguyễn
- Châu Văn Tiếp bị quân Tây Sơn đâm trọng thương rồi qua đời năm 1784
- Cao Phước Trí nghe lệnh Nguyễn Ánh sang Xiêm La cầu viện, nhưng giữa đường gặp quân Chân Lạp hợp tác với Tây Sơn giết chết năm 1782
- Đỗ Bảng tướng tâm phúc của Đỗ Thanh Nhơn, trước theo chúa Nguyễn, sau dấy binh chống lại Nguyễn Ánh trả thù cho chủ, sau bị quân Nguyễn Ánh giết chết năm 1780
- Dương Công Trừng bị quân Tây Sơn bắt sống, sau bị Nguyễn Nhạc xử chém năm 1783
- Đặng Văn Lượng bị tướng Tây Sơn Nguyễn Văn Kim chém chết khi cùng quân Xiêm tiến vào Nam Hà năm 1784
- Đỗ Thành Nhơn bị Nguyễn Ánh cho người sát hại năm 1781
- Hồ Công Siêu tử trận năm 1782
- Lý Tài bị Đỗ Thanh Nhơn giết năm 1777
- Lâm Đồ nghe lệnh chúa Nguyễn đem chở gạo ra giúp quân Thanh nhưng bị bão làm đắm chết năm 1789?
- Lê Danh Phong trước theo Tây Sơn nhưng sau chịu hàng chúa Nguyễn nhưng rồi bị nghi ngờ và sát hại (có thông tin ông vốn trung thành với nhà Tây Sơn và chỉ giả vờ hàng để phá quân Nguyễn nhưng chưa kịp thì bị giết)
- Lê Văn Quân lục đục với nội bộ chúa Nguyễn, sau uất hận uống thuốc độc tự vẫn năm 1791
- Lê Phước Điển hy sinh mặc áo ngữ cho Nguyễn Ánh chạy trốn, bị quân Tây Sơn giết vì tưởng là Nguyễn Ánh năm 1783
- Lục Côn tướng quân Xiêm tử trận khi giao chiến với quân Tây Sơn năm 1784
- Mạc Tử Dung theo lệnh chúa Nguyễn đi sứ sang Xiêm, bị vua Xiêm bắt giết năm 1780
- Mạc Tử Sanh tử trận năm 1788
- Manuel (Mạn Hòe) cai cơ người Pháp bị Nguyễn huệ giết năm 1782
- Nguyễn Kim Phẩm bị tướng nổi loạn Trần Hưng sát hại năm 1783
- Nguyễn Phúc Thuần chúa Nguyễn thứ 9, bị Nguyễn Huệ bắt giết năm 1777
- Nguyễn Phúc Dương chúa Nguyễn thứ 10, vốn do quân Tây Sơn lập ra làm chúa bù nhìn để tranh thủ lòng dân, bỏ trốn vào Gia Định, sau bị Nguyễn Lữ bắt giết năm 1777
- Nguyễn Phước Mân tử trận năm 1782
- Nguyễn Văn Hiền bị Nguyễn Huệ bắt giết năm 1777
- Nguyễn Văn Oai tử trận khi cùng quân Xiêm đánh Tây Sơn năm 1784
- Ngô Tùng Châu tử thủ thành Quy Nhơn với Võ Tánh, liệu chống không nổi quân Tây Sơn nên uống thuốc độc chết theo thành năm 1801
- Tống Viết Phước bị quân Tây Sơn phục kích và bắt sống, sau bị tướng Tây Sơn Từ Văn Chiêu chém đầu năm 1801
- Tống Phước Nghĩa bị tướng Tây Sơn Nguyễn Quang Huy chém chết năm 1799
- Tống Phước Hiệp chống lại quân Nguyễn Lữ thì lâm bệnh qua đời năm 1776
- Tống Phước Hòa cố gắng cứu Nguyễn Phúc Thuần và Nguyễn Phúc Dương nhưng không thành, rồi tự sát năm 1777
- Tống Phước Thiêm bị thuộc hạ của Đỗ Thanh Nhơn giết chết để báo thù năm 1782
- Tống Văn Khôi bị Nguyễn Huệ bắt giết năm 1777
- Tống Văn Phước tử trận khi đánh dẹp thuộc hả của Đỗ Thanh Nhơn năm 1781?
- Trần Đĩnh lục đục nội bộ với tướng Tôn Thất Cốc nên bị sát hại năm 1783
- Trần Văn Thức bị Nguyễn Nhạc bắt giết năm 1777
- Trần Xuân Trạch nghe lệnh Nguyễn Ánh sang Xiêm La cầu viện, nhưng giữa đường gặp quân Chân Lạp hợp tác với Tây Sơn giết chết năm 1782
- Võ Nhàn tướng tâm phúc của Đỗ Thanh Nhơn, trước theo chúa Nguyễn, sau dấy binh chống lại Nguyễn Ánh trả thù cho chủ,sau bị quân Nguyễn Ánh giết chết năm 1780
- Võ Tánh tử thủ thành Quy Nhơn chống lại Trần Quang Diệu của Tây Sơn, tuẫn tiết theo thành năm 1801
- Võ Di Nguy tử trận khi giao chiến với quân Tây Sơn tại Trận Thị Nại năm 1801